# Premudska vrata
Premudska vrata su morski kanal u Jadranskom moru.
Premudska vrata se protežu između otoka Škarda i otoka Premuda.
Greben s dubinama od 10,4 do 14 m se proteže preko kanala između rta Suha, sjeverozapadno ekstremiteta otoka Škarda, i rta Lopata, sjeveroistočno ekstremiteta otoka Premuda.
Plimne struje u ovom prolazu dostižu brzine od 2 čvora i povremeno uzrokuju vrtloge na grebenu.
Provoz se preporuča samo pri dnevnom svjetlu s lokalnim znanjem.